# Rombach (Reichenbach)
Der Rombach ist ein gut zweieinhalb Kilometer langer rechter und nordwestlicher Zufluss des Reichenbaches im hessischen Main-Kinzig-Kreis.

## Geographie

### Verlauf
Der Rombach entspringt im südlichen Vogelsberg auf einer Höhe von etwa 380 m ü. NHN in einer Wiese am westlichen Fuße des Altenberges (386,9 m ü. NHN) zwischen Birstein-Fischborn im Westen und 
Birstein-Oberreichenbach im Osten. Er fließt zunächst in südlicher Richtung durch Grünland, speist dann den kleinen Rombachweiher, läuft danach am Südwestrand des Birsteiner Ortsteiles Unterreichenbach entlang und mündet schließlich südlich von Birstein-Unterreichenbach auf einer Höhe von circa 294 m ü. NHN in den Reichenbach.

### Flusssystem Kinzig
- Liste der Fließgewässer im Flusssystem Kinzig (Main)